# Gărmen
Gărmen (în bulgară Гърмен) este un sat în Obștina Gărmen, Regiunea Blagoevgrad, Bulgaria. Are statut de reședință a obștinei.

## Demografie
Componența etnică a satului Gărmen
     Romi (35,78%)
     Bulgari (59%)
     Nicio identificare (4,9%)
     Altele (0,55%)
La recensământul din 2011, populația satului Gărmen era de 1.998 locuitori. Din punct de vedere etnic, majoritatea locuitorilor (59,0%) erau bulgari, cu o minoritate de romi (35,78%). Pentru 4,9% din locuitori nu este cunoscută apartenența etnică.